# Santa Cruz (Dili)
Santa Cruz ist ein osttimoresischer Suco im Verwaltungsamt Nain Feto (Gemeinde Dili) und ein Ortsteil der Landeshauptstadt Dili.

## Geographie

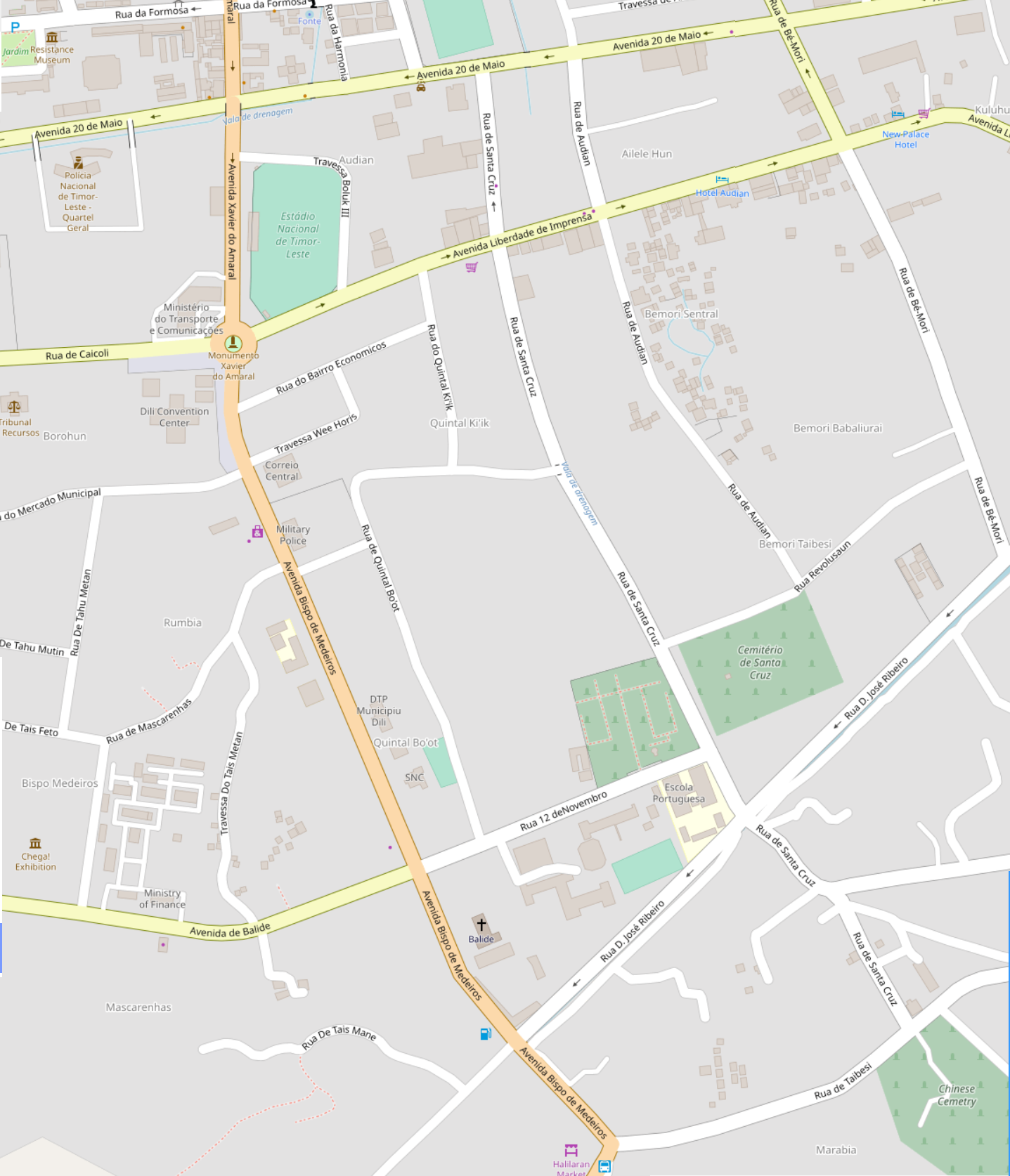
Straßenkarte von Santa Cruz

Santa Cruz befindet sich im Nordwesten des Verwaltungsamtes Nain Feto. Nördlich liegt, jenseits der Avenida 20 de Maio, der Suco Gricenfor, östlich die Sucos Acadiru Hun und Bemori und südlich, jenseits der Rua Dom José Ribeiro, der Suco Lahane Oriental und westlich, jenseits der Avenida Xavier do Amaral und der Avenida Bispo Medeiros, das Verwaltungsamt Vera Cruz mit seinen Sucos Colmera, Caicoli, Mascarenhas und Lahane Ocidental. Auch der Kreisverkehr zwischen Avenida Xavier do Amaral und der Avenida Bispo Medeiros, mit dem Denkmal für Francisco Xavier do Amaral, gehört zum Suco Santa Cruz.
Seit der Gebietsreform hat Santa Cruz eine Fläche von  0,74 km². Den Norden bildet der Stadtteil Audian (tetum für „dornenfreier Bambus“) mit einem Teil von Ailele Hun im Osten. Südlich der Avenida da Liberdade de Imprensa (ehemals Rua 15 de Outubro) liegen die Stadtteile Quintal Qik und Quintal Bot, weiter östlich Teile der Stadtteile Bemori Sentral, Bemori Baba Liu Rai und Bemori Taibesi.  Den südlichsten Teil, jenseits der Rua 12 de Novembro, bildet den Osten des Stadtteils Balide.
Administrativ teilt sich Santa Cruz in zehn Aldeias: Im Norden Audian, im Westen  4 de Setembro, im Süden 12 de Novembro und Donoge, im Osten Moris Foun und im Zentrum Loceneon, Baheda, 25 de Abril, 7 de Dezembro und Mura.

## Einwohner
In Santa Cruz leben 8.824 Einwohner (2022), davon sind 4.483 Männer und 4.341 Frauen. 7.366 von ihnen wohnen in einer urbanen Umgebung, 1.458 im ländlichen Teil des Sucos. Im Suco gibt es 1.572 Haushalte. Fast 68 % der Einwohner geben Tetum Prasa als ihre Muttersprache an. 16 % sprechen Makasae, über 3 % Mambai, 2 % Fataluku, Minderheiten Naueti, Tetum Terik, Bunak, Bekais, Makalero, Waimaha, Galoli, Habun, Tokodede, Kairui oder Baikeno.

## Geschichte

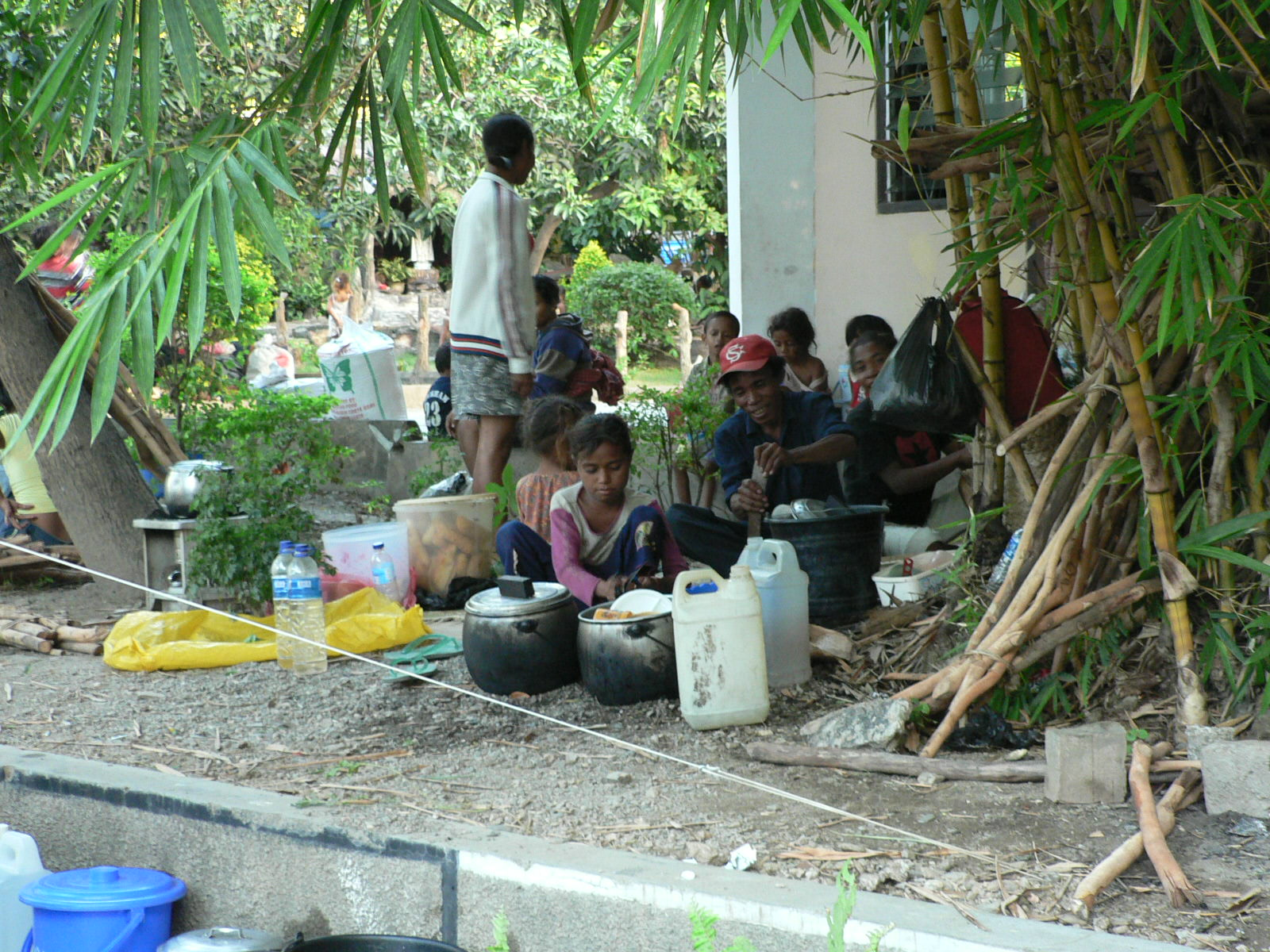
Flüchtlinge bei den Canossianern in Balide (2006)

Am 12. November 1991 begann nach der Beerdigung von Sebastião Gomes auf dem gleichnamigen Friedhof das Santa-Cruz-Massaker (auch Dili-Massaker). Bei dem Angriff auf Demonstranten und den direkt darauf folgenden Gewalttaten durch das indonesische Militär starben mindestens 271 Menschen, 382 wurden verletzt. 270 Menschen verschwanden spurlos. Das Santa-Cruz-Massaker war ein entscheidender Wendepunkt in der Geschichte Osttimors und brachte mehr internationale Aufmerksamkeit für den inzwischen 15 Jahre währenden Konflikt. Es war die erste größere Demonstration gegen die indonesische Besetzung des Gebietes.
Mit dem Diploma Ministerial n.° 6/2003 wurden die Sucos Asucai Lorosae und Solo an Santa Cruz angegliedert und der Suco von Dili Timur zum Subdistrikt Vera Cruz verschoben. 2004 wechselte Santa Cruz zum Subdistrikt Nain Feto (heute Verwaltungsamt).
Während der Unruhen von 2006 führten die Canossianer in ihrem Konvent in Balide ein Flüchtlingslager.

## Einrichtungen und Sehenswürdigkeiten

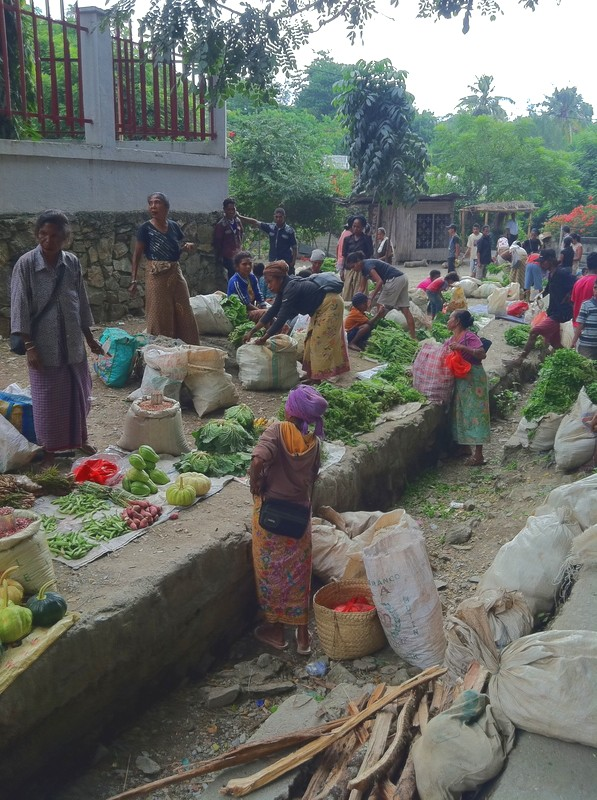
Händler in Balide (2011)

In Audian liegt das Nationalstadion von Osttimor. In Quintal Bot befinden sich der Sitz der Öffentlichen Verteidiger (Defensoria Pública), das Nationaldirektorat für Land, Eigentum und Katasterwesen (Direção de Terras, Propriedades e Serviços Cadastrais DTPSC), das Sistema Nacional de Cadastro (SNC), das Zentralpostamt, der Sitz der Militärpolizei und der Indonesische Friedhof (Cemitério Indonésio). Im Ostteil Balides befinden sich die Kirche von Balide, das Colégio de São José, das Seminário Maior de Balide, die Grundschule São José (Escola Primaria Katolica Balide) und die Escola Portuguesa Ruy Cinatti. Der Santa Cruz-Friedhof, auf dem 1991 das Santa-Cruz-Massaker begann, befindet sich jenseits der Rua de Santa Cruz  (ehemals Av. Audian) in Donoge.

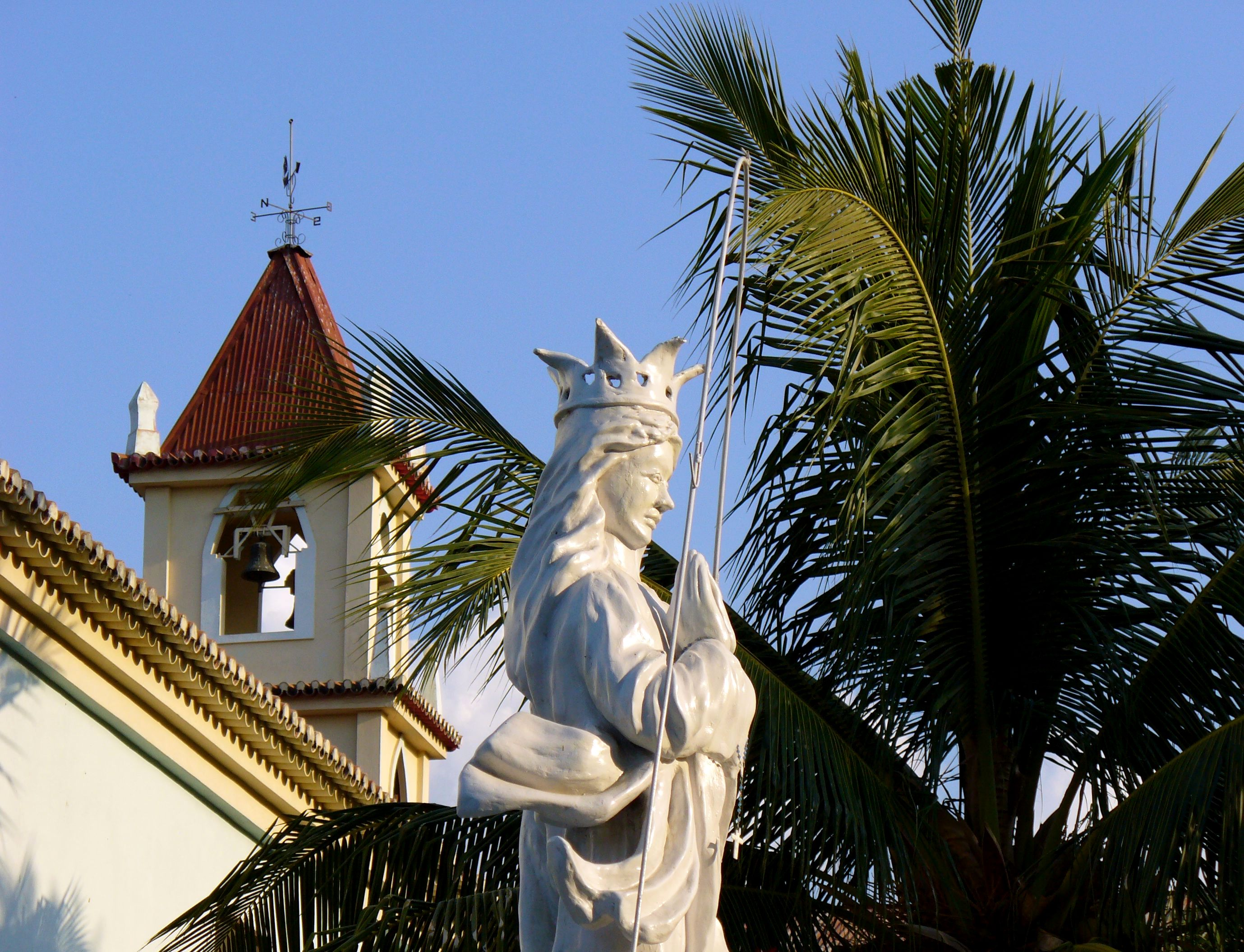
Kirche von Balide
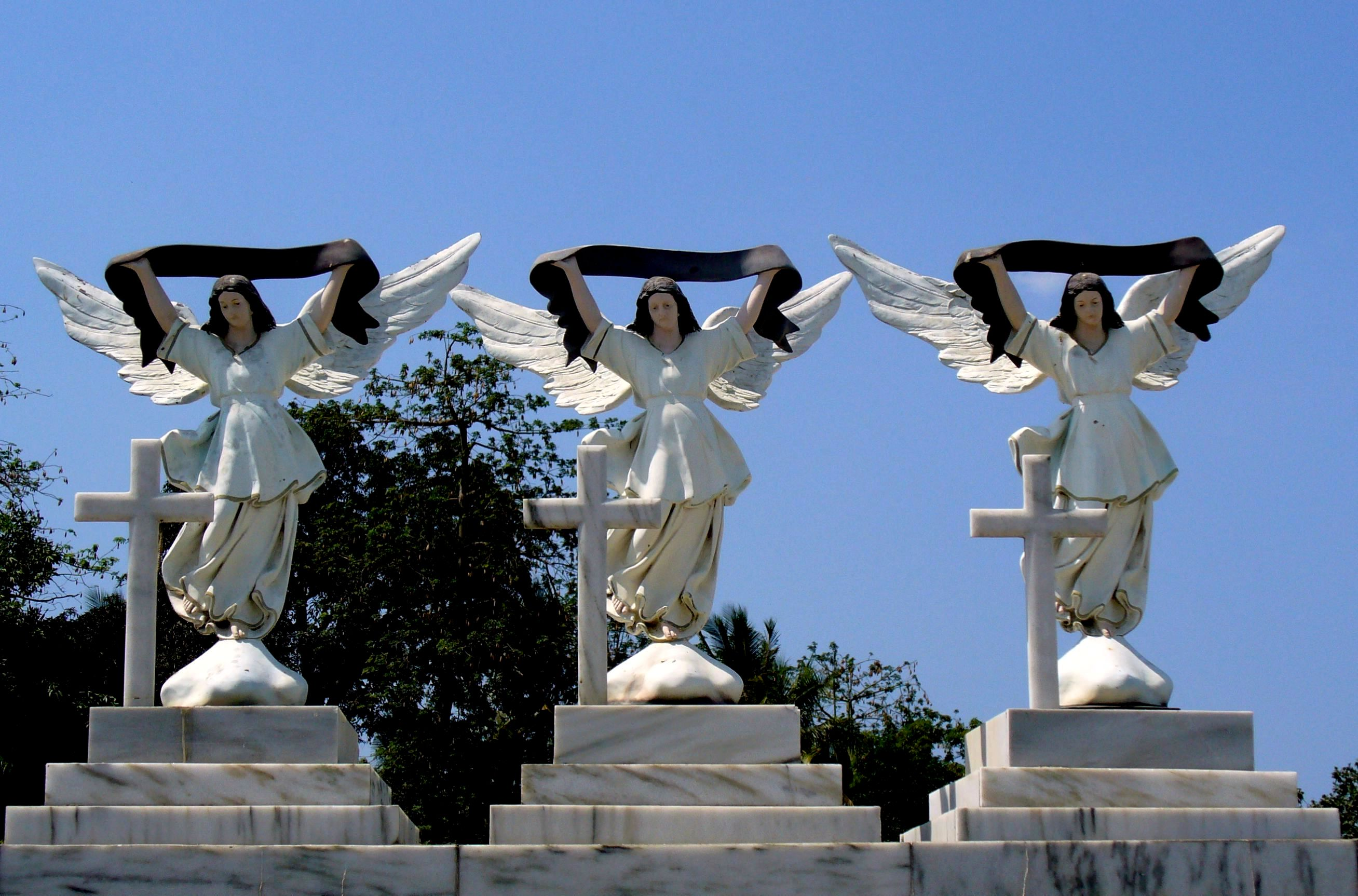
Friedhof von Santa Cruz
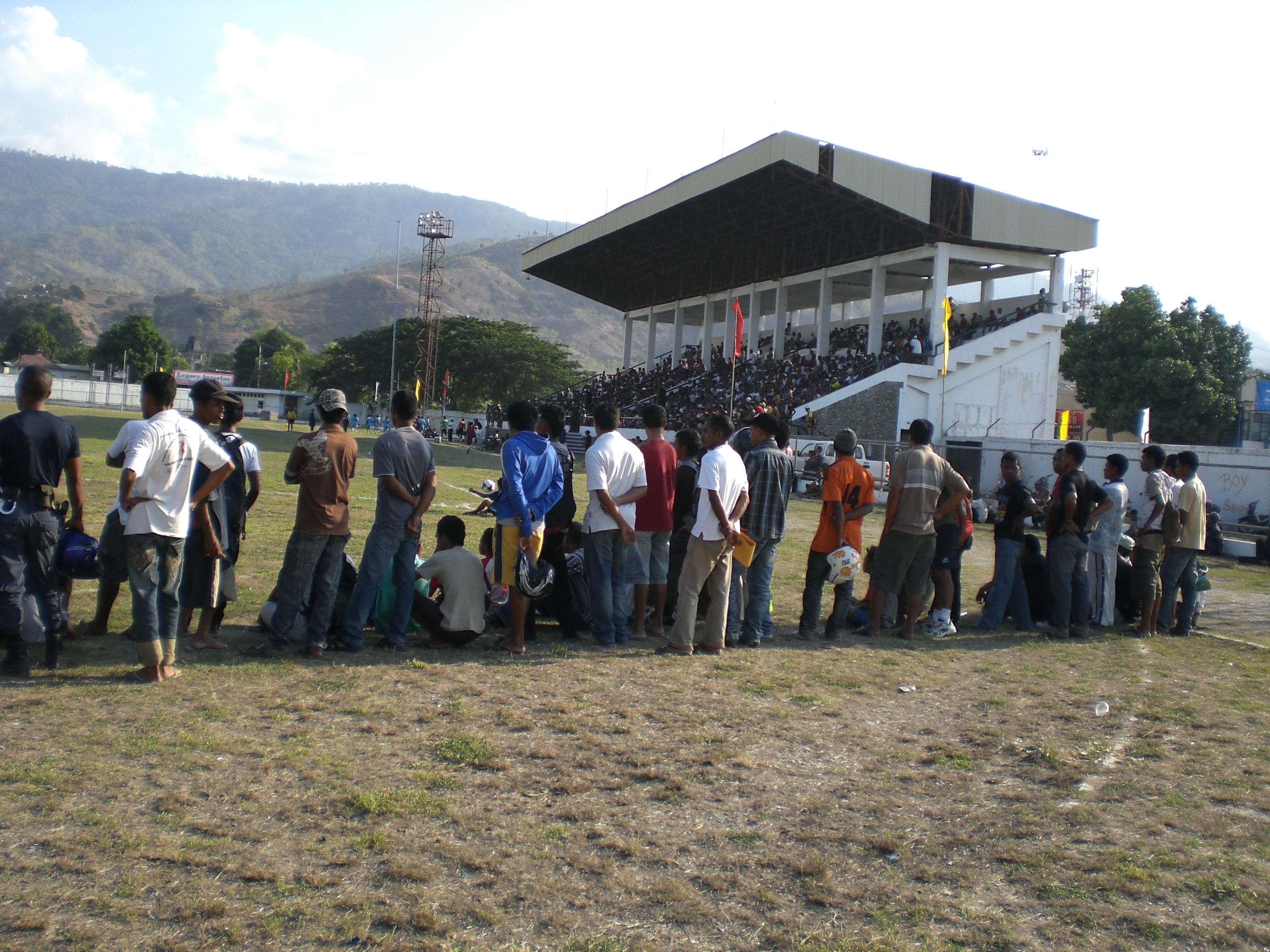
Nationalstadion
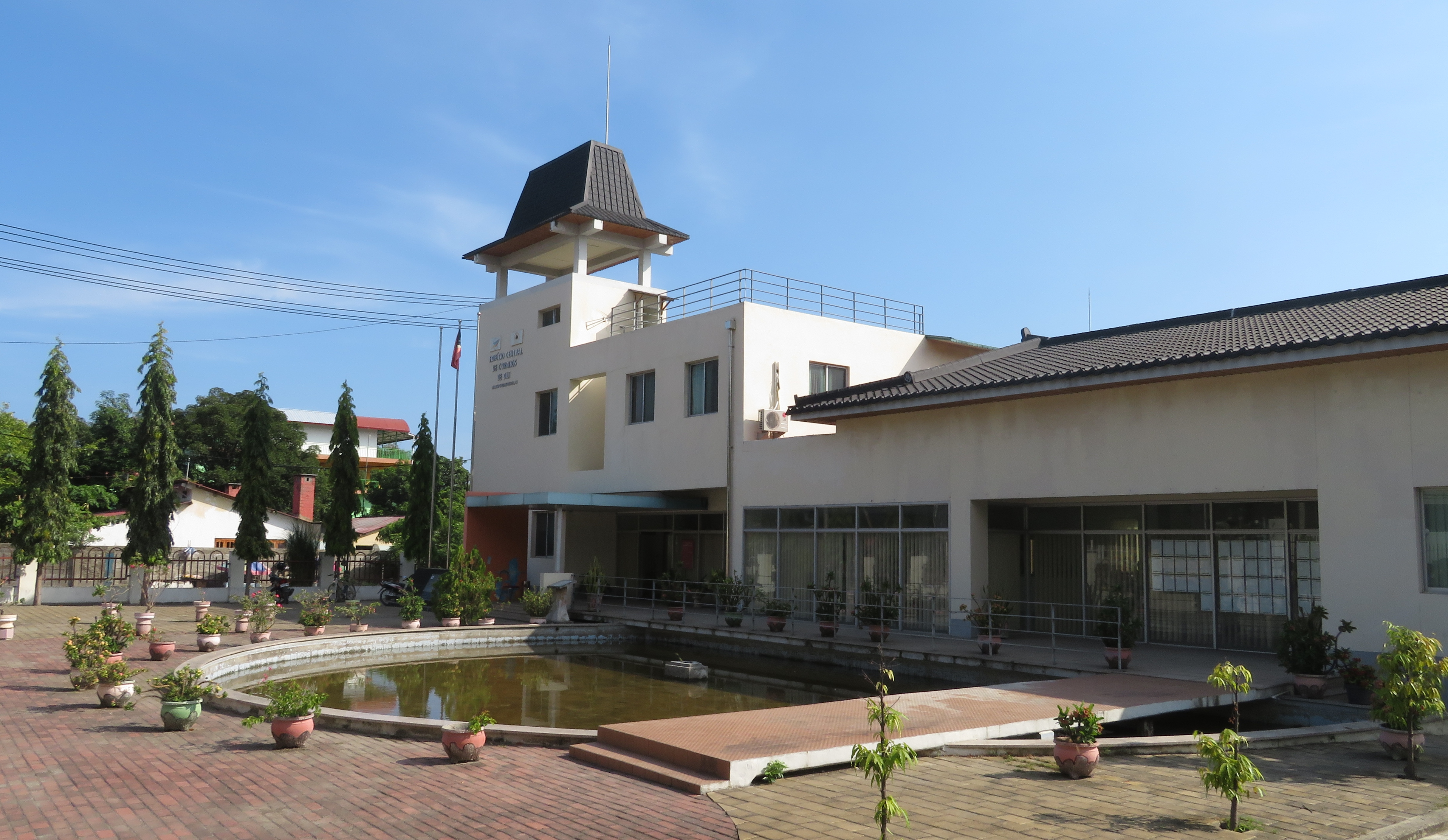
Zentralpostamt
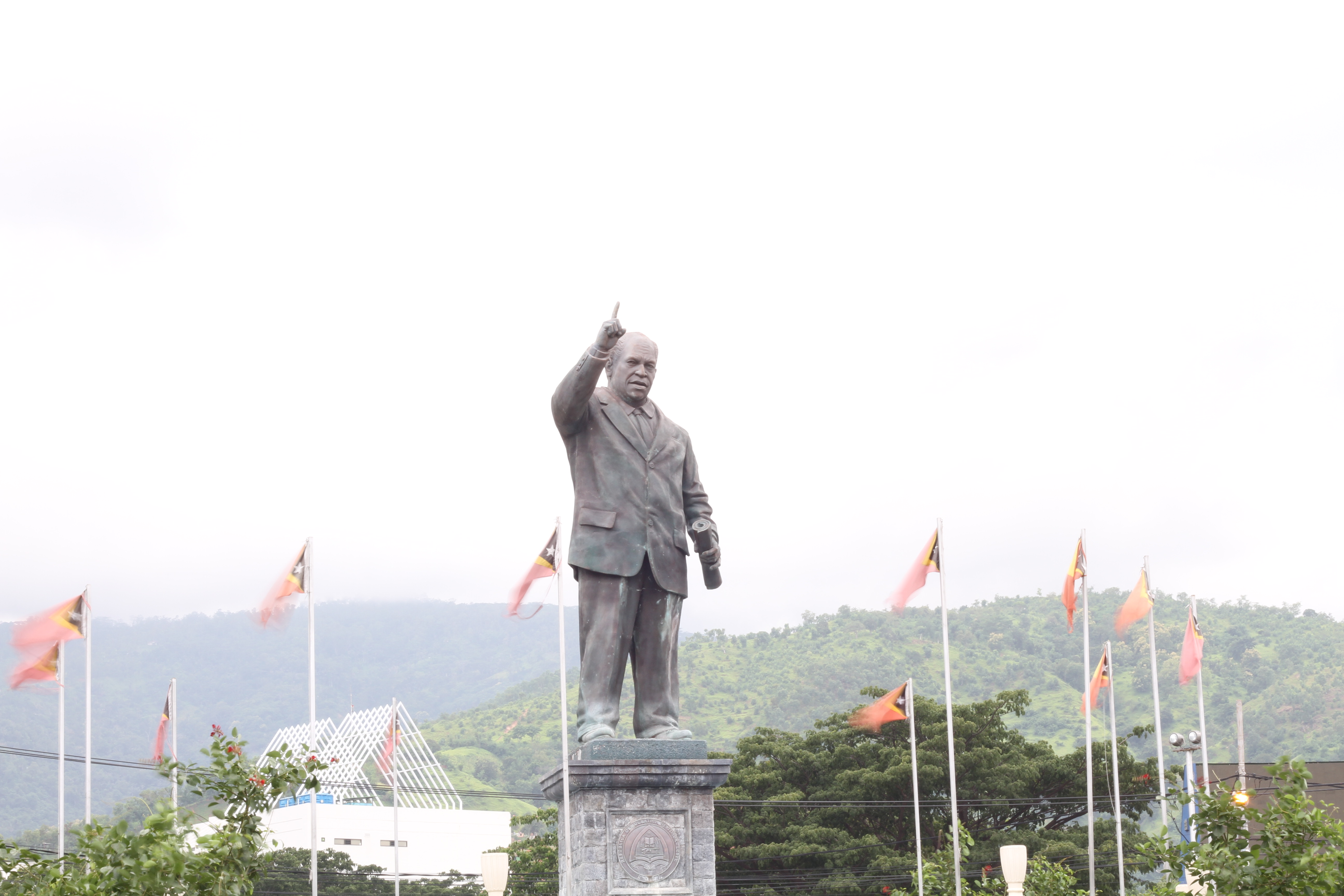
Denkmal für Francisco Xavier do Amaral

## Politik
Bei den Wahlen von 2004/2005 wurde António Gonçalves zum Chefe de Suco gewählt. Bei den Wahlen 2009 gewann Manuel Correia und 2016 Marciano Juvinal.